# 利比亞的義大利人
利比亞的義大利人，是指生活在利比亞的義大利人與他們的後裔，他們多是在意属利比亚時期來到。

## 歷史
義大利人出現在利比亞可追溯到古羅馬時代，羅馬帝國在利比亞設立阿非利加行省，後被阿拉伯人與土耳其人侵佔，只留下一些遺址。
在1911年義大利與鄂圖曼帝國開戰，奪走土耳其人在非洲最後一個省分，義大利政府開始鼓勵國民前往利比亞定居直到二次大戰。

## 發展
在不到三十年的時間（1911年至1940年），意大利在利比亞建設公共工程（公路、鐵路、建築物、港口等），使利比亞經濟顯著蓬勃發展。他們甚至舉辦了的黎波里大獎賽，國際賽車活動首次於1925年在的黎波里外的賽道舉行（這一直持續到1940年）。
意大利農民使已沙漠化很多個世紀的土地重新得到耕作，提升意屬利比亞的農業達到國際標準（甚至創造新農村）。
天主教這些年來經歷了一個巨大的發展，為日益增長的意大利人社區裡建立了許多新的教堂：20世紀20年代末的黎波里和班加西兩天主教大教堂建成。在班加西一被認為是北非最大的天主教堂。
1934年，總督伊塔洛·巴尔博把的黎波里塔尼亞、昔蘭尼加與費贊三省合併成意属利比亚，使利比亞成為一個國家。

## 移民
在20世紀30年代，利比亞被稱為新的美國，政府鼓勵國民移民該地。
在1939年人口普查時，利比亞的義大利人有108419人（佔總人口的12.37％）。他們主要集中在的黎波里（他們佔全市人口的37％）和班加西（31％）一帶的沿海地區。
1938年，總督巴爾博帶來20000個意大利農民殖民利比亞和在昔蘭尼加成立26個新村莊。1939年1月9日，利比亞的殖民地被納入意大利大都市區，此後被認為是意大利國家的一個組成部分。到1939年，利比亞的意大利人建造400公里新鐵路和4000公里道路，最大，最重要的是從的黎波里到圖卜魯格。

## 二次大戰
1940年第二次世界大戰期間，意大利和英國之間關係破裂。在1941年義大利於北非戰場失利，意大利被迫放棄其殖民地的意圖和項目。

## 戰後
戰後國際非殖民化的時代潮流促使利比亞的義大利人外逃，特別是在利比亞1951年獨立後和1971年卡達菲下令驅逐義大利人後，幾乎完全消失。

## 二十一世紀
在2000年代只有幾百個義大利人被允許返回利比亞，2006年經在的黎波里的義大利大使館計算，大約有1000個原利比亞的義大利人在利比亞，大多居住在的黎波里和班加西，他們都是老人。利比亚全国过渡委员会在2011年同意一些被卡達非驅逐的義大利人返回利比亞。